# 283461 Leacipaola
283461 Leacipaola è un asteroide della fascia principale. Scoperto nel 2001, presenta un'orbita caratterizzata da un semiasse maggiore pari a 2,2470346 UA e da un'eccentricità di 0,2894923, inclinata di 6,48975° rispetto all'eclittica.
L'asteroide è dedicato all'astrofisica italiana Paola Leaci.